# Vittorio Gigliotti
Vittorio Gigliotti (Salerno, 25 maggio 1921 – Civitella Alfedena, 24 settembre 2015) è stato un ingegnere italiano.

## Biografia
Nato a Salerno, nel 1921. Vittorio Gigliotti si è laureato in ingegneria civile a Napoli. Dal 1948 è libero professionista. Nel 1960 costituisce a Roma, in collaborazione con Bruno Zevi lo studio AZ Architetti ed Ingegneri. Nel 1964 apre, insieme con Paolo Portoghesi, lo Studio di Porta Pinciana a Roma. Il sodalizio tra i due portò alla realizzazione di diverse opere in Italia ma anche all'estero tanto da renderli tra i maggiori esponenti dell'architettura postmoderna. Gigliotti è particolarmente noto per i suoi progetti per edifici culturali, residenziali e commerciali.
Casa Papanice e Casa Baldi, realizzate dai due nel 1969, sono considerate uno dei primi esempi di architettura postmoderna.
Agli anni settanta e agli anni ottanta risale la progettazione e la realizzazione di diverse importanti opere, tra cui la Chiesa della Sacra Famiglia, realizzata nel tra il 1971 e il 1974 a Salerno e la Moschea di Roma i cui lavori iniziarono nel 1984.
Dopo la chiesa della Sacra Famiglia, Gigliotti è tornato sul tema della chiesa parrocchiale con il progetto e la realizzazione di San Lorenzo a Caposele, borgo terremotato in occasione del sisma dell'Irpinia del 1980, progettata nel 1985-1991 (in collaborazione con l'architetto salernitano Carlo Cuomo) e aperta al culto nel 2008.

## Elenco parziale delle opere

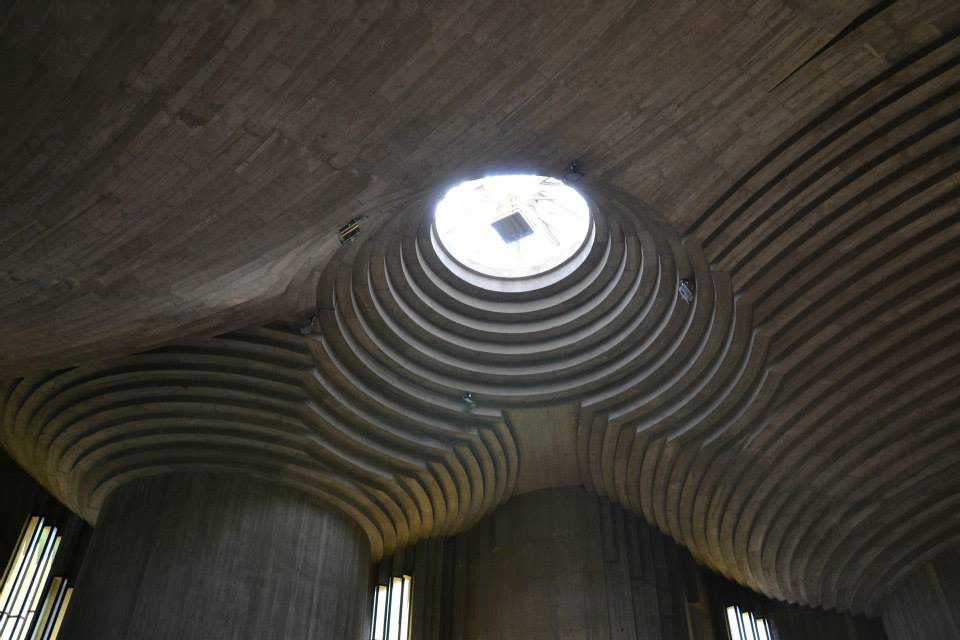
L'interno della chiesa della Sacra Famiglia

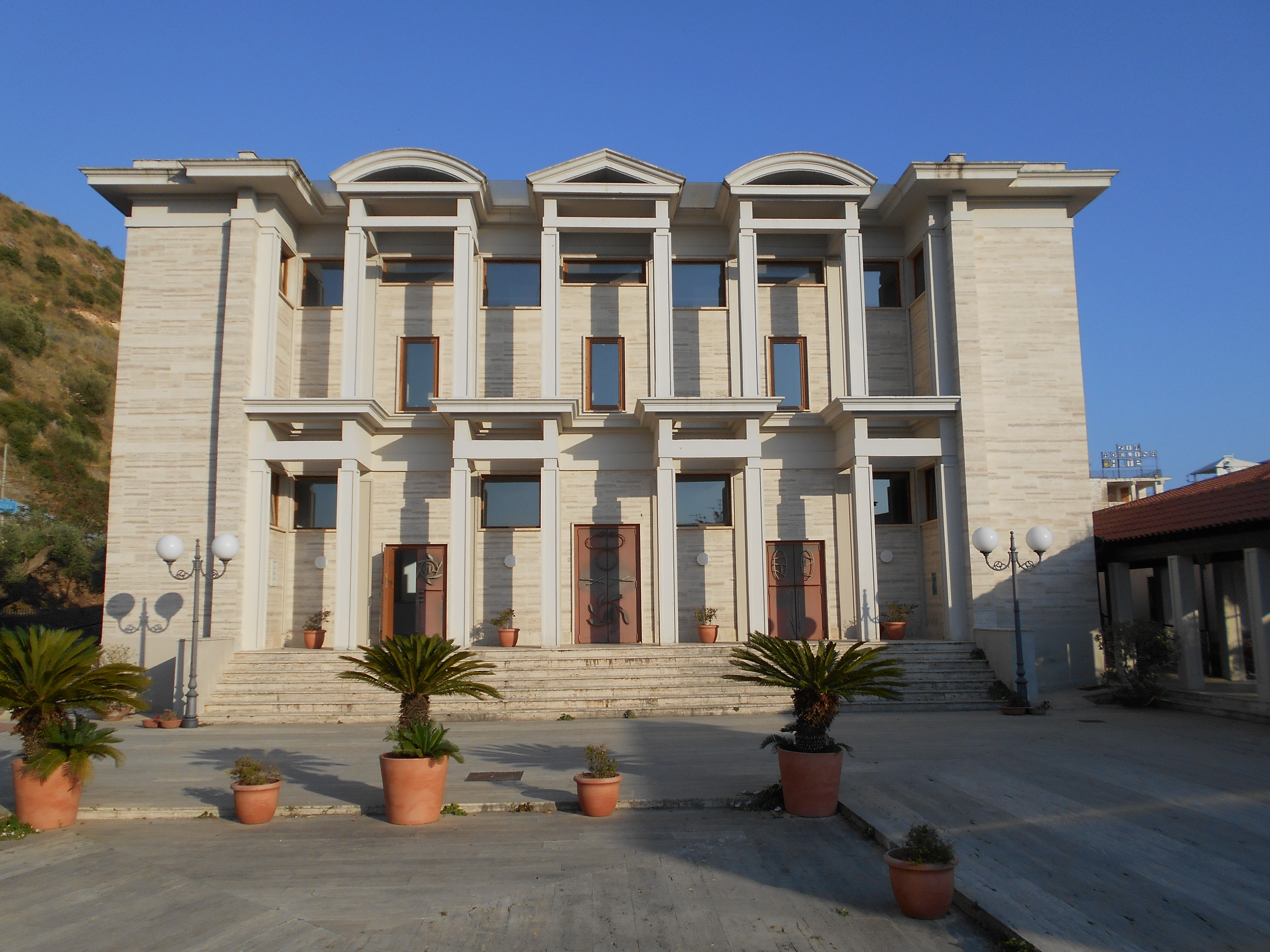
Cine-Teatro-Auditorium Parmenide, Paolo Portoghesi e Vittorio Gigliotti, porte di Angelo Casciello, Ascea Marina, Ascea

- Scuola media Giovanni XXIII, Salerno (1968)
- Casa Baldi, Roma (1959)
- Casa Andreis, Scandriglia (1964)
- Casa Bevilacqua (1964)
- Casa Papanice, Roma (1966)
- Chiesa della Sacra Famiglia, Salerno (1969)
- Agenzia di Servizi Culturali della Regione Abruzzo e biblioteca civica, Avezzano (1970)
- Centro Servizi Culturali della Regione Abruzzo e biblioteca civica, Vasto (1970)
- Grand Hotel, Khartoum, Sudan (1972)
- Palazzo reale, Amman, Giordania (1973)
- Moschea di Roma (1974)
- Scola Media Giovanni XXIII, Salerno (1977)
- Istituto Tecnico Industriale Statale dell'Aquila, L'Aquila (1968-78)